# Storia di Asti

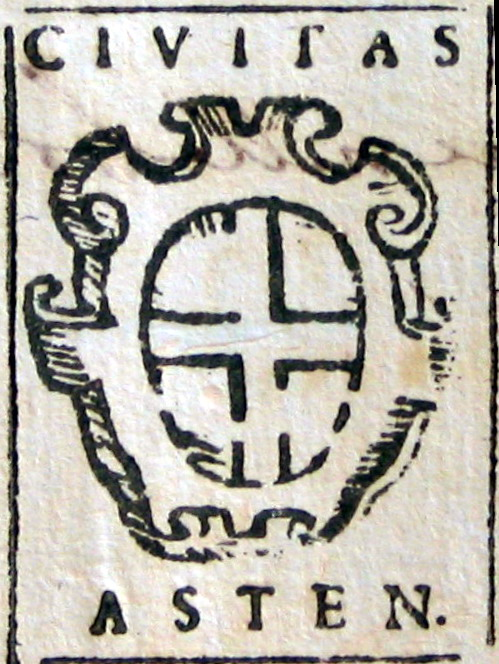
Stemma della città di Asti da un'incisione settecentesca.

(da un'iscrizione del Theatro delle città d'Italia con nove aggiunte. Padova, Bertelli, 1629)

## Origini

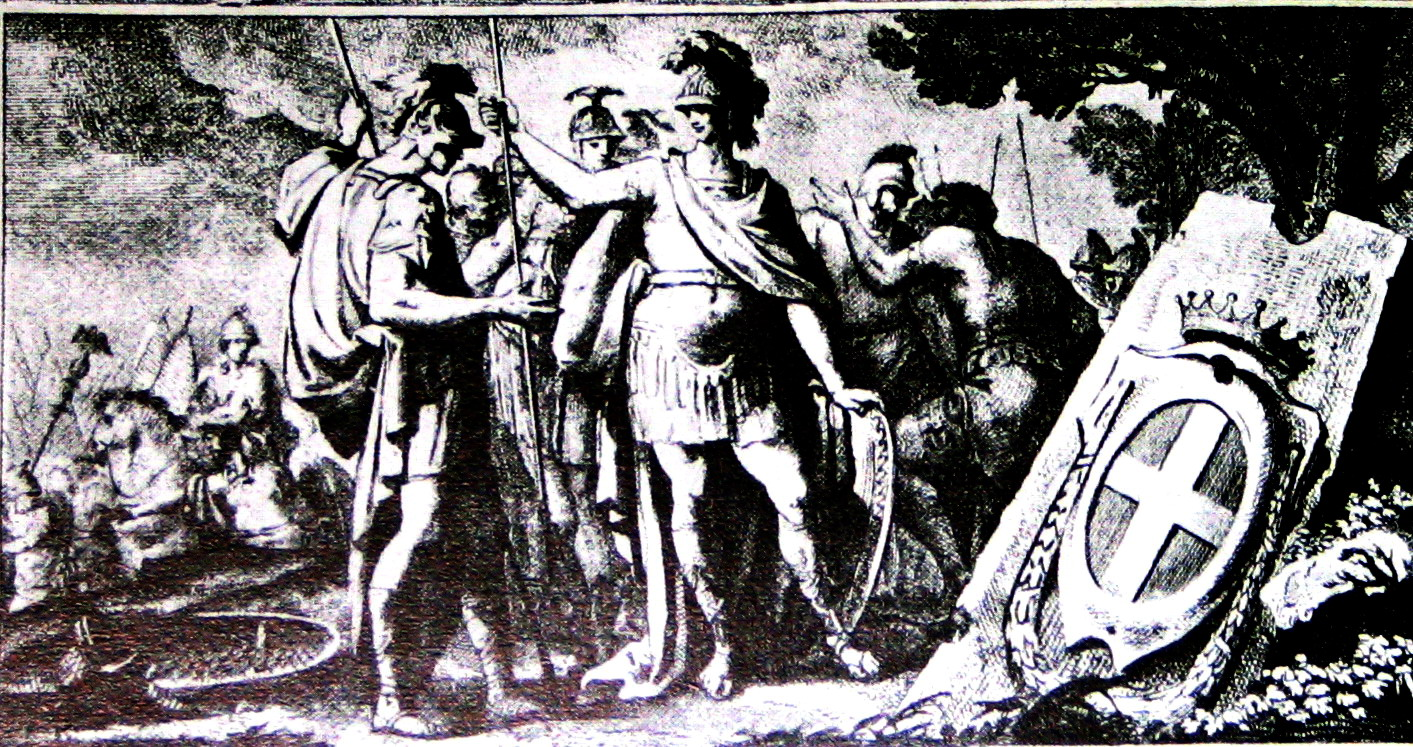
"Dove Pompeo piantò sua nobil asta", dall'Epithalamia di Giovanni Bodoni (1775).

Fino a qualche decennio fa era opinione di molti studiosi, tra cui Lodovico Vergano, che il nome Asti derivasse dalla matrice ligure “ast” altura, a denominare il primo insediamento abitato sulla collinetta detta dei “Varroni”. Anche secondo Strabone, Asta significa roccia che si alza dalla pianura.
Nella Naturalis Historia di Plinio (libro III, capitolo V), Asti è “un forte villaggio ligure confinante con le tribù degli Stazielli, popolato di gente industriosa, pastori, agricoltori, artigiani”.
Nelle nuove ipotesi del 1991, il canonico P. Dacquino mise in dubbio la presenza ligure nel territorio piemontese, sostenendo non esservi traccia né di scritti, né di importanti reperti archeologici ascrivibili a quel popolo. In realtà nel corso degli ultimi decenni l'archeologia ha dimostrato inconfutabilmente l'esistenza di vasti e ben articolati insediamenti dell'età del ferro sia lungo la valle del Tanaro che quella del Belbo, sicuramente riconducibili all'etnia che Greci e Romani definirono "Ligure", ma che chiamava "Ambrones" i propri popoli.
Anche la leggenda che vuole Pompeo aver piantato la sua “nobile asta” in questo luogo per indicare il sito di costruzione della città, avallando la voce latina Hasta che indica la proprietà comune dei cittadini romani, non trova alcun riscontro oggettivo. Solamente verso il II secolo il nome primitivo di Asti è avvicinato alla voce latina, e la sua origine preromana è dimostrabile anche attraverso l'esistenza di una località omonima, oggi scomparsa, nella riviera Ligure. Sempre secondo il Dacquino, è probabile che il nome derivi dall'indoeuropeo owi-s (pecora), ad indicare il luogo della pastorizia. Il primo insediamento è quello del neolitico, sulla sponda sinistra del Tanaro, il quale si spostò verso il 1800 a.C. - 1500 a.C. nella collinetta dei Varroni.
Un elmo bronzeo del tipo di Veio, ritrovato nel letto del fiume Tanaro nel territorio astese, ci fa presupporre contatti con popolazioni etrusche, che intorno al 1000 a.C. – 600 a.C. espansero il proprio raggio d'azione. Né mancano in loco attestazioni archeologiche di regolari scambi commerciali con l'Etruria.
Il substrato locale Ligure ebbe poi notevoli commistioni culturali con le popolazioni celtiche che discese dal nord, rimanendone influenzato nella lingua e nei costumi. Liguri celtizzati erano gli abitanti del territorio astigiano, che si scontrarono con gli eserciti romani.
Secondo gli autori classici, lungo la valle del Tanaro era stanziata la tribù degli "Euburiates", forse confederata a quella degli "Statellates" stanziata fra Belbo e Bormida.

## Romani

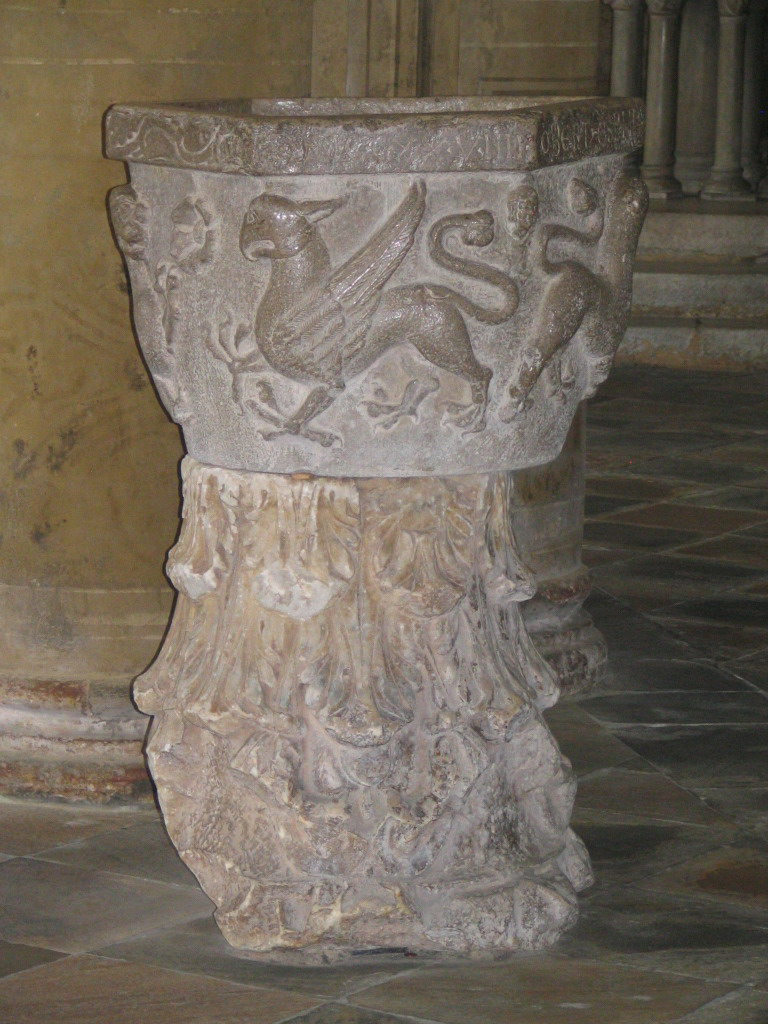
Capitello corinzio usato come base per acquasantiera. Cattedrale di Santa Maria Assunta

Il processo di “romanizzazione” durerà dal 200 a.C. fino al 122 a.C., portando Asti ed il suo territorio a costituire un “municipium” romano con il nome di Hasta. Esso precede quello dell'area albese, ed anticipa sensibilmente la costruzione di Augusta Taurinorum.
Sono pochi i reperti dell'epoca romana ritrovati sul territorio astese: alcune lapidi, vasi e suppellettili in cotto ed in vetro, pochi resti in marmo come, ad esempio, i due capitelli corinzi oggi nella Cattedrale di Santa Maria Assunta.
Sotto l'aspetto architettonico, restano la Torre Rossa o di San Secondo nel Rione Santa Caterina, probabile elemento di uno dei torrioni della porta nord della cinta muraria, adattata a campanile e sopraelevata con una cella campanaria del XII secolo; i resti dell'anfiteatro romano della metà del I secolo in via Massimo d'Azeglio e parte di una "domus" in via Varrone. Recenti campagne di scavo hanno permesso di identificare le vastissime Terme, (area fra piazza Cagni, via Mazzini, via Malabaila e via Roero) il Foro (sotto il complesso del monastero di Sant'Anastasio), diversi tratti di strade urbane in basolato, numerosi resti di domus e di edifici di varia natura.
Precisi riscontri hanno permesso di definire la città romana in un perimetro quadrato di 700 metri di lato, che racchiude un'area di 49 ettari. Il cui reticolo viario è generalmente sovrapponibile a quello contemporaneo.
L'agglomerato urbano della città era situato in una favorevole posizione: secondo la tabula Peutingeriana, che è l'atlante geografico dell'antichità, si trovava esattamente sulla via Fulvia, aveva la tipica conformazione a “scacchiera”, attraversata al centro dal decumano massimo, continuazione della via consolare (l'attuale Corso Alfieri) che, arrivando da Dertona (Tortona), si tetrapartiva verso Vardacate (Casale Monferrato), Industria (Chivasso), Carreum Potentia (Chieri) e Pollentia (Pollenzo).

## Longobardi
I Longobardi scesero in Italia nel 568 attraverso le Alpi Carniche; guidava gli invasori Re Alboino, che scelse Pavia come capitale e divise il regno in tre regioni: l'Austria, la Neustria e la Tuscia.
Ogni regione a sua volta fu divisa in ducati.
Asti divenne un ducato della Neustria. Il suo territorio si estendeva fino alla Liguria, comprendendo Albenga e Savona.
A capo del Ducato di Asti vi era Gunualdo, fratello della regina Teodolinda; erano suoi nipoti Godeberto e Pertarito, figli di Ariperto già sovrano longobardo, in perenne conflitto tra loro, al punto tale che il cognato Grimoaldo, duca di Benevento, poté approfittarne, uccidendo il primo e costringendo alla fuga il secondo.
Pertarito si rivolse ai vicini Franchi di re Clotario, che si scontrarono con Grimoaldo nel 663 nella località di Refrancore, ad una decina di chilometri da Asti.
Il primo scontro arrise a Pertarito ed ai suoi alleati franchi, ma nella notte Grimoaldo piombò nell'accampamento facendo strage dei nemici. Il toponimo Refrancore sta infatti a ricordare il luogo della sanguinosa strage “Rivus ex sanguine Francorum”.
Anche se il passaggio dai romani ai nuovi invasori non fu traumatico come nelle altre città italiane, possiamo supporre che anche ad Asti la nobiltà venne capitozzata ed i beni confiscati a vantaggio della nuova classe patrizia longobarda. 
Questo portò la città ad una notevole involuzione sia demografica che economica, al punto tale che il cronista Paolo Diacono, riferendosi ad Asti, un tempo ” civitas”, l'appella col nome di civitatula.
La dominazione longobarda si protrasse fino al 774, data in cui Carlo Magno sconfisse l'ultimo re longobardo Desiderio.

## Franchi

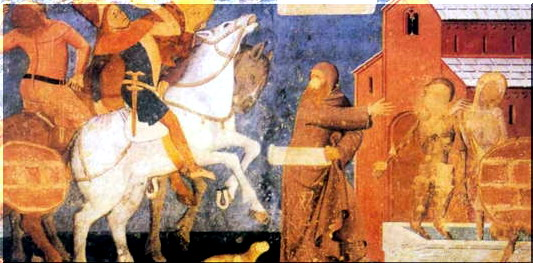
Carlo Magno e la "danza macabra" di anonimo del XV secolo. Abbazia di Vezzolano, Affresco del chiostro.

Il Molina nelle sue “Notizie Storiche profane della lotta di Asti”, narra che Carlo Magno, nel 774 giunse ad Asti nell'Abbazia dei Santissimi Apostoli per “ricevere” l'obbedienza della città, in tale occasione avrebbe dispensato alla nobiltà astigiana titoli e privilegi. 
È dello stesso periodo la leggenda che la costruzione dell'Abbazia di Vezzolano sia stata fatta su ordine dello stesso Carlo Magno, testimone di una visione mentre cacciava nella selva di Albugnano.
Carlo Magno, nell'801, avrebbe anche concesso il privilegio dello svolgimento due volte l'anno della fiera di Asti, antenata della attuale fiera “Carolingia”, che si tiene tuttora il primo mercoledì di maggio in occasione dei festeggiamenti patronali per San Secondo ma che fu in realtà istituita nel 1810 dal governo napoleonico.
Asti divenne contea Franca, ma dopo l'815, anno della morte di Carlo Magno, il Sacro Romano Impero si sgretolò in infiniti piccoli feudi, con tantissimi discendenti, ognuno dei quali accampava diritti su più territori Così avvenne, che sul finire del IX secolo, l'Italia era rivendicata da ben tre signori:
- Berengario, Marchese del Friuli, incoronato a Milano nell'888
- Guido di Spoleto, incoronato a Pavia nell'890
- Arnolfo di Carinzia sovrano germanico, incoronato a Roma nell'895

In seguito al succedersi di intrighi e lotte per il regno d'Italia, Berengario, dopo molto battagliare e tramare, rimase unico sovrano d'Italia. Morì nella chiesa di Sant'Anastasio a Verona nel 924 anch'egli assassinato.

## Potere dei vescovi

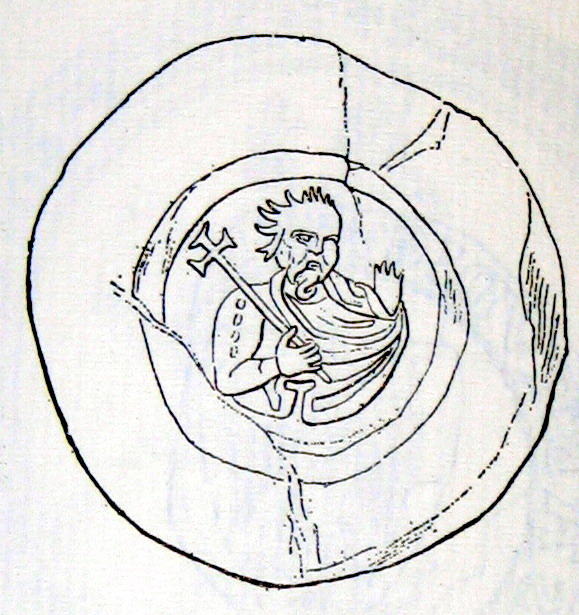
Sigillo di Adelaide di Savoia

Le alterne vicende politiche europee videro, nei secoli X e XI, un allontanamento della sfera di azione degli imperatori nelle “cose” italiane e in particolare astigiane, sempre più impegnati nelle lotte centrali per la successione e la supremazia dell'impero.
Questo aumentò l'influenza vescovile, incrementandone il potere anche sotto l'aspetto politico- territoriale.
In Asti, per quasi tre secoli, dal 1000 al 1300, il diritto di nominare il Vescovo fu di spettanza dei Canonici della Curia, i quali lo sceglievano sovente in seno al proprio Capitolo.
I vescovi di quel periodo erano colti, oculati ed incarnavano per il popolo il potere supremo, quello cioè divino, godendo quindi del pieno rispetto e benevolenza popolare.
Gli imperatori sapevano bene questo e cercarono di utilizzarli, quasi come pubblici ufficiali, nel processo evolutivo del feudalesimo.
Per poter contenere i Vescovi sotto la propria autorità, gli imperatori elargivano beni e privilegi.
Già dal 938, Ugo e Lotario, in segno di riconoscenza, concedevano al Vescovo Bruningo, loro arcicancelliere, il Castel Vecchio, roccaforte della città, i cui resti si possono ancora scorgere nel boschetto dei partigiani in Piazza Martiri della libertà.

In tal modo Ottone I nel 962, con la conferma dei privilegi, investì praticamente il Vescovo Brunigo della “signoria” della città, comprendendo anche il potere giuridico amministrativo.
La diocesi di Asti, come risulta dal diploma dell'imperatore Enrico III del 1041, comprendeva gran parte del Piemonte meridionale (Mondovì, una parte della diocesi di Cuneo, tra cui Cherasco, Bra, parte di Fossano e di Alba) giungendo fino alle valli dell'Ellero, del Pesio, del Gesso, fino ai valichi del col di Tenda e delle Finestre; ad est, parte del territorio di Casale e Alessandria; a nord molte parrocchie di Torino comprendendo Poirino, Buttigliera e Cerreto.
Erano inoltre comprese la corte di Benevagienna, col castello cinto di mura e acquedotto, Lequio con terre e castelli circostanti, la corte di Niella Tanaro, con le sue dipendenze e la contea di Bredulo.
Il Vescovo Oddone III,sul finire dell'XI secolo, alla morte di Adelaide di Susa (unica discendente della marca Arduinica), divenne conte di Asti e di Bredulo.
I Vescovi di Asti, secondo il Cipolla, in “Di Audace, Vescovo d'Asti“, non perdettero mai il concetto della propria dignità spirituale e della propria missione, anzi secondo il Vassallo, il governo dei Vescovi migliorò le condizioni socio- economiche della città, fino all'esempio del vescovo Bonifacio I (1198-1206), che durante il suo mandato cedette ai poteri civili del Comune di Asti, parte dei fondi e delle proprietà della chiesa.
Nel gennaio del 1206, il Papa Innocenzo III lo rimuoveva dalla cattedra episcopale, confinandolo nell'Abbazia di Valleombrosa (Certosa di Valmanera), ma ormai il processo di laicizzazione, che porterà al trionfo dell'autonomia comunale, era inarrestabile.

## Il Comune

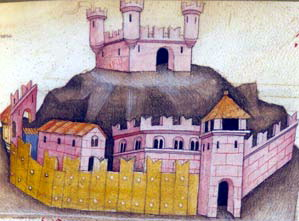
Codex Astensis. Miniatura del villaggio e del castello di Annone

Il vescovo Oddone III, il 28 maggio 1095, investì il Comune di Asti, nella figura dei suoi consoli, del Castello e del villaggio di Annone, con tutti i diritti ad esso pertinenti.
Questo documento, presente nel Codex Astensis, è molto importante perché menziona per la prima volta i consoli della città.
L'atto che testimonia del già esistente Comune di Asti è antecedente a quello di Milano (1097), Genova (1098) e Pavia (1105).
Nel 1141 il prestigio del Comune accrebbe con il privilegio dato dall'imperatore Corrado III di battere moneta.
Il Comune di Asti cominciò subito sia una politica espansionistica economica, con i propri mercanti che avevano banchi in tutta Europa, che territoriale, con continui sconfinamenti nelle terre vescovili o nella marca Aleramica, nei territori di potenti famiglie feudatarie quali per esempio i marchesi Del Carretto, di Incisa, di Busca o i conti di Loreto.
L'espansione del Comune di Asti creò notevoli problemi a questi feudatari che, nella persona del Vescovo Anselmo e del Marchese del Monferrato, nel 1154 si recarono a Roncaglia cercando di bloccare l'ascesa del Comune di Asti tramite l'intercessione dell'imperatore Federico I di Svevia (il Barbarossa). 
Quest'ultimo si dimostrò subito ostile nei confronti dei comuni centro-settentrionali: nel 1155 mise a ferro e fuoco la città e affermò la propria autorità sulle regalie (diritti di imporre tasse, battere moneta, stipulare trattati, ecc. che erano stati acquisiti o usurpati dai comuni ai tempi di Enrico IV), e ristabilì il potere del Vescovo e di nobili suoi alleati, che portarono Asti, per un breve periodo, a schierarsi contro i Comuni della lega Lombarda.
La città, volendosi opporre all'imperatore e ai suoi alleati, i marchesi del Monferrato, nel 1168 si alleò alla Lega Lombarda, ma venne nuovamente assediata e distrutta nel 1174.
Dopo ben 22 anni di lotte, la Lega Lombarda, con la Pace di Costanza del 1183, ebbe riconosciute ampie libertà comunali: elezione dei propri magistrati, fortificazione delle città, formulazione di leggi locali.
...Pertanto sappiano tutti i fedeli dell'Impero presenti e futuri che noi [Federico I] per consueta benignità della nostra grazia, aprendo le viscere della nostra innata pietà alla fede ed all'ossequio dei lombardi.....che noi clementi condoniamo loro tutte le offese e le colpe colle quali avevano provocata la nostra indignazione e che, avuto riguardo ai servigi di leale affetto che noi speriamo da loro, giudichiamo di annoverarli tra i nostri diletti e fedeli sudditi....Pertanto abbiamo comandato di sottoscrivere e di confermare col sigillo della nostra autorità la pace che nella presente pagina abbiamo loro benignamente accordata.....Noi Federico, imperatore dei romani, ed il nostro figlio Enrico, re dei romani, concediamo a voi città, terre e persone della lega le regalie e le consuetudini vostre tanto in città che fuori....fuori poi esercitiate senza nostra contraddizione tutte le consuetudini come avete sino ad oggi esercitate, cioè sul fodro, sui boschi, sui pascoli, sui ponti, sulle acque e molini, come usaste ab antico o fate ora, nel formare esercito, nelle fortificazioni delle città, nella giurisdizione, così nelle cause criminali come pecuniarie, entro e fuori, ed in tutte l'altre cose che appartengono agli utili delle città....Sia lecito alle città di fortificarsi e fare fortilizi anche fuori...

...Questi sono i luoghi e le città che ricevettero insieme a Noi, previo giuramento dei Lombardi, la predetta Pace ed essi giurarono di osservarla: Pavia, Cremona, Como, Tortona, Asti, Cesarea (Alessandria), Genova, Alba, e altre i città, luoghi e persone che appartennero e appartengono al nostro partito»
(Constitutiones et Acta pubblica imperatorum et regum, Costanza, 25 giugno 1183)
Il Comune di Asti si aprì così a una grande stagione espansionistica – commerciale, e quando Federico II di Svevia tornò ad avere mire sul territorio piemontese, gli astesi con l'aiuto di Alessandria e Genova lo costrinsero più volte alla sconfitta; lo stesso avvenne più tardi per Tommaso II di Savoia: dopo anni di scontri durissimi e sanguinosi, venne sconfitto nella battaglia di Montebruno del 1255, catturato dai torinesi e tradotto in carcere ad Asti; si ampliarono così i domini di Asti su Moncalieri, la collina di Cavoretto, Carignano e Cavour.
La morte di Tommaso II nel 1259 faceva sperare per gli astigiani in un periodo di ascesa ed egemonia territoriale, in conseguenza delle vittorie riportate. 
Ma gli astigiani dovettero ricredersi, visto che cominciò a profilarsi la mira espansionistica di Carlo I d'Angiò sull'Italia settentrionale. 
La città corse ai ripari stringendo alleanze con Pavia, Genova e Guglielmo VII del Monferrato.
Cominciò un periodo di aspre lotte culminate nel 1275 nella battaglia di Roccavione, in cui le truppe dell'Angioino riportarono gravi perdite. 
Fu in quell'occasione che gli astigiani, per scherno, corsero il loro Palio sotto le mura della nemica città di Alba. 
Nel 1290 Guglielmo VII del Monferrato cercò invano di catturare la città, ma gli astigiani tramarono alle sue spalle di concerto con gli alessandrini che lo fecero prigioniero e lo tennero segregato fino alla sua morte.
Dopo questi avvenimenti il Comune raggiunse l'apice del suo splendore: nel XII secolo la città si dotò di una considerevole cinta muraria, le famiglie nobili innalzarono torri a simbolo della loro potenza economica – militare - la grande tavola del 1937 del pittore Ottavio Baussano di Palazzo Mazzetti, raffigurante la città nel Medioevo, ci mostra una città caratterizzata da una “selva “di torri (più di 120 nel XIII secolo).
Il potere economico sviluppato dalle potenti famiglie mercatali astigiane aumentò grazie anche a sodalizi stipulati con i sovrani d'Oltralpe.
L'attività sviluppata dai ”Lombardi “ (perché Asti era compresa nel territorio Longobardo), si diffuse a macchia d'olio in tutta Europa, con l'insediamento stabile di agenzie di pegno (o “ casane”) dapprima in Francia e Borgogna, poi in Germania e nelle Fiandre, e nel 1342, al fallimento delle grandi banche fiorentine, la stessa curia papale Avignonese, si affidò alla casana dei Malabayla, elevandoli al rango di banchieri pontifici.
La città di Asti nel XIII secolo fu così all'ottavo posto tra le città settentrionali al pari con Bergamo e Parma, non a caso il cronista Benvenuto da Imola, riferendosi agli astigiani, li considera “i più ricchi di tutti gli italiani”, anche se aggiungeva “perché sono i maggiori usurai”.
Contava ormai più di 40.000 abitanti ed avrebbe potuto aumentare ancora la propria espansione ed influenza in Piemonte, ma ciò non avvenne per il quasi permanente stato di guerriglia che caratterizzò la città a causa delle profonde divisioni tra le fazioni guelfe e ghibelline delle famiglie astesi.
I guelfi capeggiati dai Solari, con i Malabaila, Garretti, Troya, Falletti, Ricci, Damiani, spalleggiati da Filippo di Acaja ed i ghibellini capeggiati dai Guttuari, Turco, Isnardi (che formavano il Consorzio dei De Castello), con gli Alfieri, Scarampi, Catena, Buneo, Cacherano, aiutati dal Marchese di Monferrato, si dettero battaglia per quasi un secolo, con alterne vicende che videro a turno esiliata o sconfitta l'una o l'altra fazione.

Questo stato di faide, uccisioni e rappresaglie verso l'una o l'altra fazione, indebolirono notevolmente il Comune; veniva a mancare quella coesione e comunione di intenti che aveva permesso alla città la propria espansione politico – economica.
In breve tempo il governo della città passò ai Visconti ed il 14 agosto 1342, i cittadini esasperati dalle continue lotte, si posero sotto il governo di Luchino Visconti.
Era la fine del periodo del libero comune. Alcuni anni dopo, la città venne compresa nella dote di nozze di Valentina Visconti in sposa a Luigi di Valois duca di Orléans. Da questo matrimonio nacquero cinque figli, di cui due diventarono re di Francia.

## Dominio Orleanese

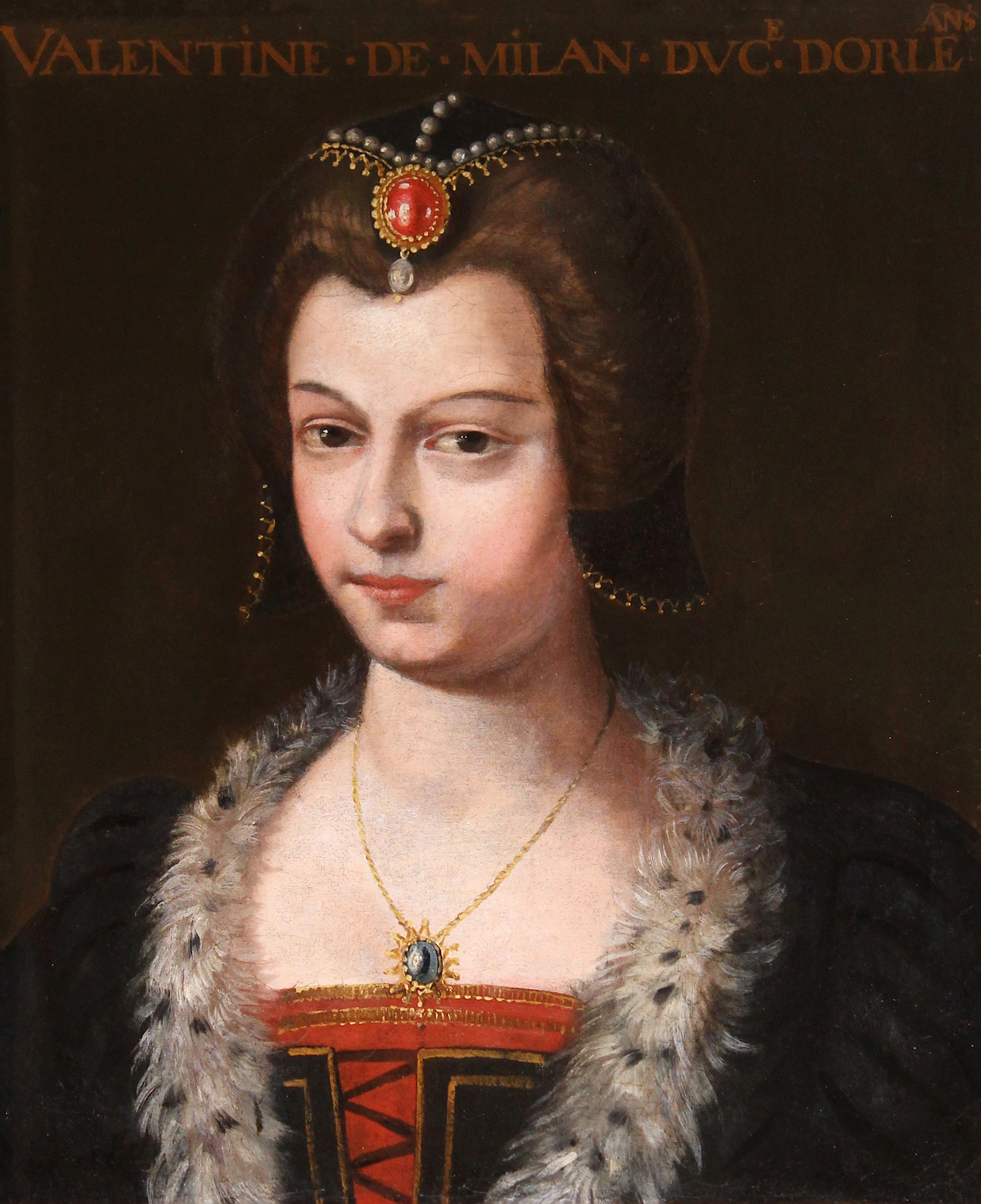
Ritratto di Valentina Visconti

Sotto gli Orléans, la città ebbe un nuovo periodo di rifioritura e ripresa economica. Luigi di Valois lasciò gli astesi relativamente liberi di amministrare la città.
Ampliò e modificò l'antica “bealera”, un canale per deviare le acque dal fiume Borbore alla zona sud di Asti, ricca di manifatture tessili.
Il figlio Carlo d'Orléans (1394 -1465), mise a governare la città Filippo Maria Visconti e nel 1415 fu fatto prigioniero nella Battaglia di Agincourt rimanendo in Inghilterra fino al 1440.
Mentre Carlo d'Orléans era prigioniero, Filippo Maria morì senza figli e i parenti prossimi avanzarono pretese anche su Asti: i Visconti, i Valois (famiglia materna), gli Sforza e il nemico di sempre, il marchese Giovanni del Monferrato.
Asti visse quindi un periodo di circa vent'anni tra continui assalti e tentativi di difesa. Riacquistata la libertà, Carlo d'Orléans nominò reggente Rinaldo di Dresnay che fu sempre impegnato in lotte sforzesche. Alla morte di Carlo, Asti passò direttamente alla corte di Francia, con il re Luigi XI, amico degli Sforza, sotto il cui potere rilegò la città. 
Il 9 settembre 1495, Carlo VIII, figlio di Luigi XI, entrò in Asti, agli ossequi di Ludovico il Moro, nel tentativo di estendere i propri domini ma alcuni stati italiani però cominciarono a preoccuparsi.
Non riuscì a raggiungere il suo scopo, morì a 36 anni e con lui il ramo dei Valois.
Gli succedette allora Luigi XII, duca e figlio di Carlo d'Orléans, deciso dove Carlo VIII non lo fu: stretta un'alleanza con Venezia e con il papa, cercò guerra con il Moro, che temeva ora di perdere il Ducato per la discendenza tra Luigi XII e Valentina Visconti.
Allora formarono una Lega Antifrancese a cui si unirono anche Ferdinando il Cattolico e l'imperatore Massimiliano I.
Nell'estate del 1499 le truppe francesi si raccolsero attorno ad Asti. Il Moro, già impegnato contro Venezia, inviò un esiguo esercito sperando nell'arrivo dell'imperatore Massimiliano, ma sconfitto, i suoi possedimenti passarono sotto il dominio francese.
Dopo la battaglia di Ravenna la città passò sotto il Paleologo e poi sotto gli Sforza, ma nel 1515 fu sconfitta dalle truppe del re Francesco I e tornò alla Francia.

## I Savoia

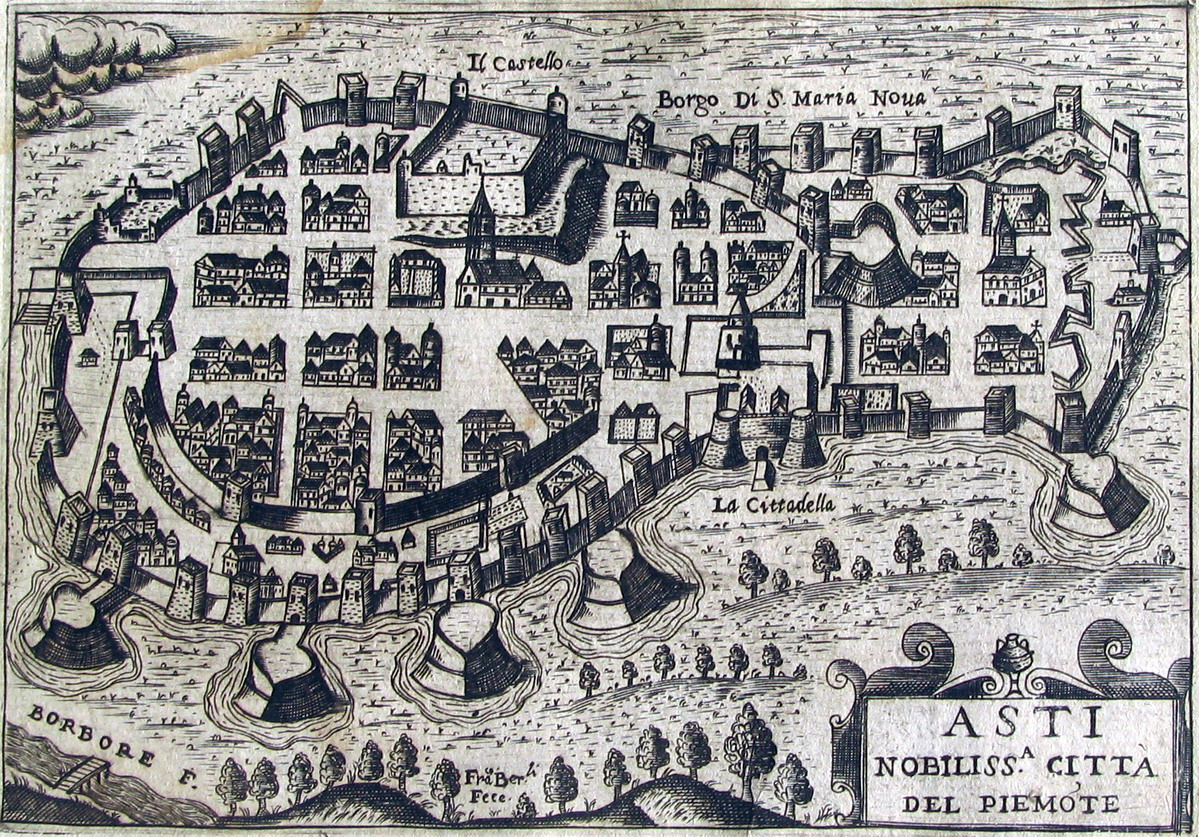
La città di Asti in un'incisione di Francesco Bertelli del 1629

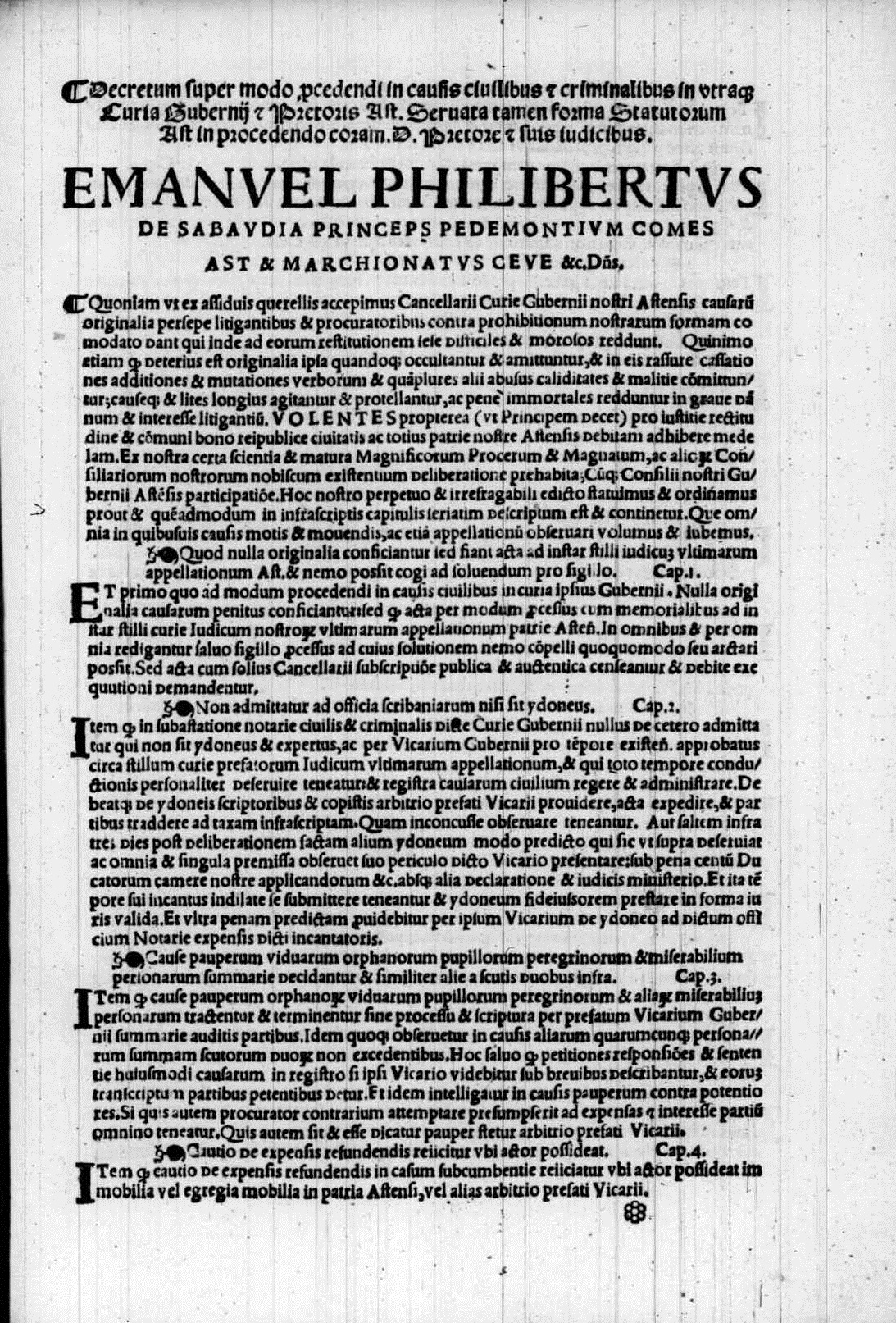
Emanuele Filiberto di Savoia, Decretum super modo procedendi in causis civilibus et criminalibus in utraque curia gubernii et pretoris Astensis, 1544

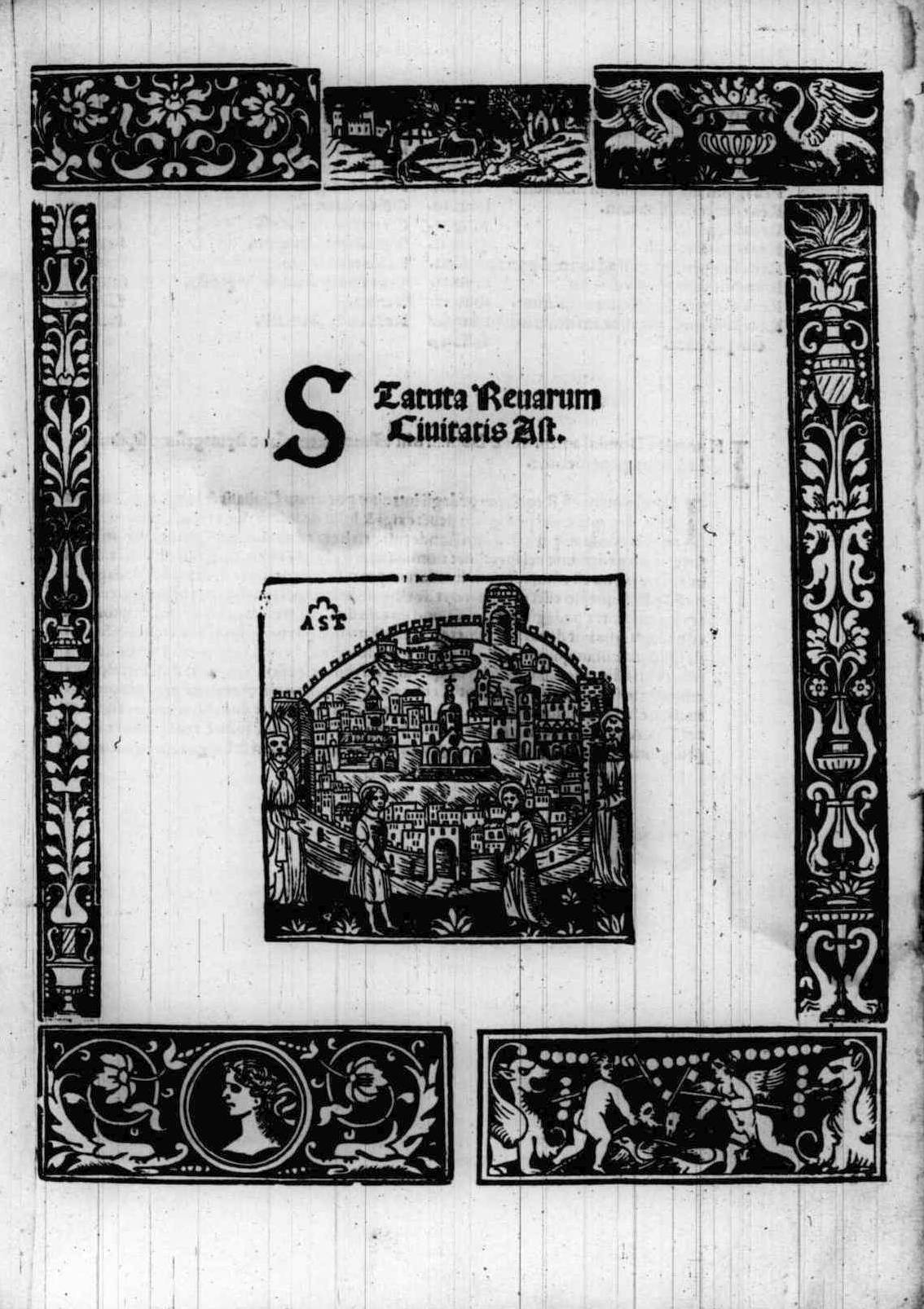
Statuta Revarum Civitatis Ast, 1534

Durante la guerra fra Francesco I e Carlo V, Asti mutò spesso padrone, ma nel 1531 Carlo V la donò a sua cognata e cugina Beatrice del Portogallo (1504-1538), moglie del duca Carlo III di Savoia.
Gli succedette il figlio Emanuele Filiberto che concesse alla città i vecchi privilegi tra cui la corsa del Palio, che nell'occasione venne regolamentata, e le fiere di San Secondo.
Nella prima metà del Seicento imperversava la guerra tra francesi e spagnoli; Carlo Emanuele I di Savoia, figlio di Emanuele Filiberto, opponendosi all'Imperatore spagnolo scatenò la guerra nel Monferrato.
Per cinque volte gli scontri furono favorevoli al Duca di Savoia, culminando nel combattimento del 1615 ad est della città di Asti, nella zona del fortino.
La vittoria portò alla convenzione conosciuta con il nome di "Secondo trattato di Asti", stipulato nella Certosa di Asti il 21 giugno 1615.
Nei cinquant'anni seguenti Asti venne comunque dilaniata dalle guerre: nel 1639 passò nelle mani del principe Tomaso e degli spagnoli, nel 1643 tornò ai Savoia.
Nel 1703 fu occupata dal duca di Vendome. Nel 1705 ritornò ai Savoia, per essere riconquistata dai francesi, cacciati nuovamente da Vittorio Amedeo III. Nel 1723 fu istituito il ghetto dove si raccolse la dinamica comunità ebraica astigiana, già presente numerosa in città dal XV secolo.
La pace di Aquisgrana (1748) portò un periodo di stabilità, ma quando scoppiò la Rivoluzione francese, Vittorio Amedeo III fu costretto a stringere alleanze con i nemici della rivoluzione, Austria, Prussia e Inghilterra.
Nel 1792 l'esercito rivoluzionario francese invase la Savoia.
Il Principe si difese strenuamente per cinque anni, con grande dispendio di risorse economiche ed umane per le popolazioni del Piemonte, anche se non tutti si schierarono col loro re: nel 1791 ci fu a Torino una rivolta di studenti e nel 1794 una congiura giacobina. Alla fine, abbandonato dall'Austria, firmò l'armistizio di Cherasco (seguito dalla Pace di Parigi nel 1796), con cui cedette alla Francia, Nizza e la Savoia.
Alla morte del padre Vittorio Amedeo III, il 16 ottobre 1796, gli succedette al trono Carlo Emanuele IV di Sardegna. Era un momento estremamente difficile: le casse dello stato erano vuote, l'esercito era indebolito e disorganizzato, il re chiese ed ottenne dal papa Pio VI che il clero contribuisse alle spese della guerra, ma ciò non bastando, vennero soppresse parecchie Congregazioni religiose ed incamerati i loro beni.
Carlo Emanuele subì una serie di gravi sconfitte dalla Francia, finché il 6 dicembre 1798 abdicò sui territori rimanenti della penisola italiana e mantenne la sovranità unicamente sulla Sardegna. L'annessione definitiva del Piemonte alla Francia avvenne il 21 settembre 1802, preparata dal governo provvisorio insediatosi dopo Marengo.
Carlo Emanuele IV abdicò a favore del fratello Vittorio Emanuele I; questi da Roma si trasferì in Sardegna sotto la protezione inglese.

## Repubblica Astese

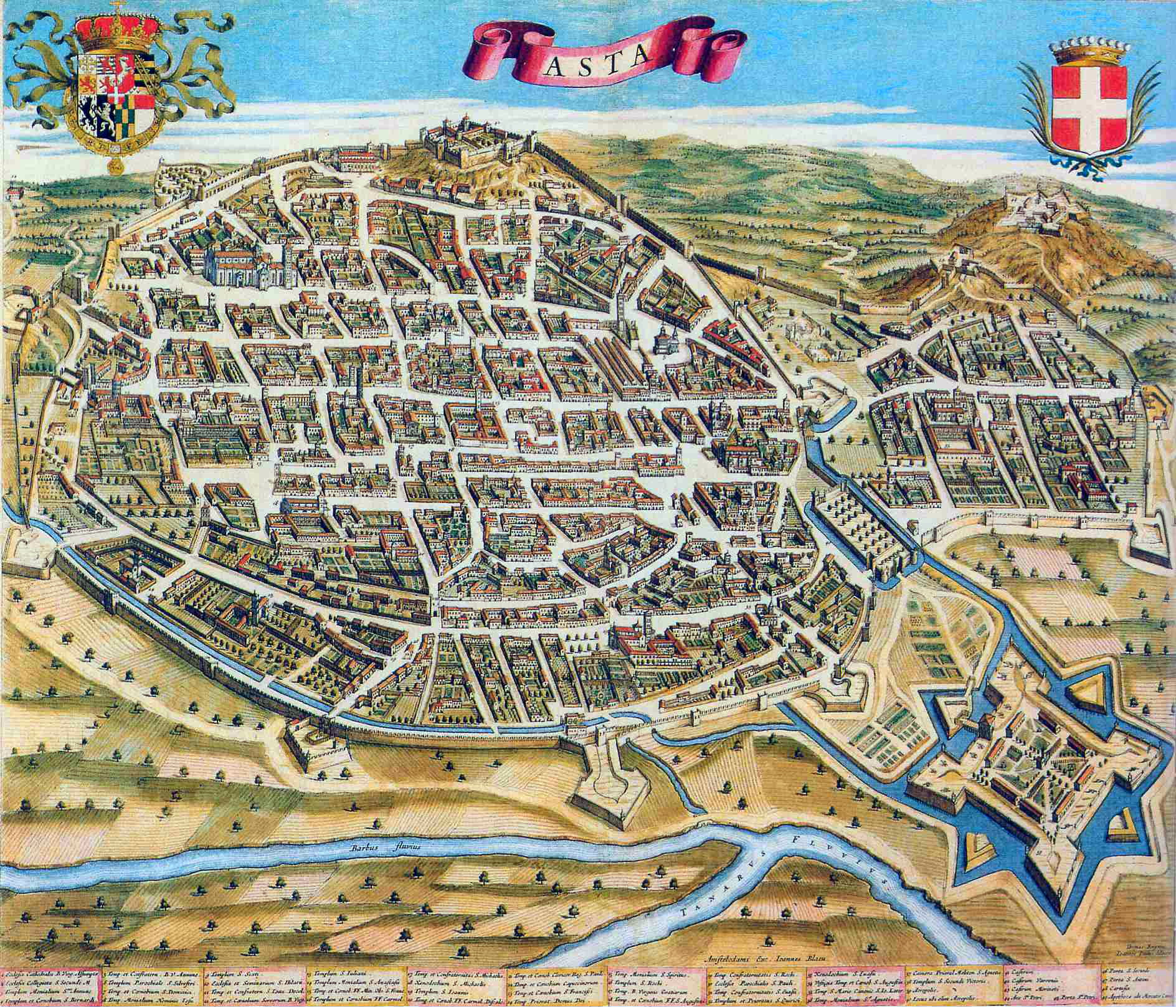
carta di Asti da Theatrum Statuum Sabaudiae, 1682 Amsterdam, tipografia Blaeu

Nella notte tra il 27 e il 28 luglio 1797 gli astigiani, stanchi dei Savoia e stremati dalle operazioni militari e dalla crisi economica, insorsero contro il governo e proclamarono la costituzione della Repubblica Astese.
Il 24 luglio 1797 si costituì una nuova amministrazione guidata dal conte Carlo Giuseppe Gabuti e composta dagli avvocati Secondo Arò, Gioachino Testa, Michele Peracchio, Felice Berruti.
Il Comandante militare della città, Francesco Signoris di Buronzo, per evitare spargimento di sangue aveva consegnato le armi ai rivoltosi, così come si era arreso il Comandante del Castello, il maggiore Ardizzone.
Venne alzato il vessillo con i colori civici, bianco e rosso, si indossarono coccarde degli stessi colori; monsignor Pietro Giuseppe Arborio Gattinara partecipò ad una funzione di ringraziamento in San Secondo.
La Repubblica però durò brevissimo tempo visto che fu subito sconfitta dopo solo tre giorni.
Secondo quanto riportato dal Crosa, 17 capi rivoluzionari vennero arrestati, processati e condannati a morte.
Il Palazzo Mazzetti di Frinco, contenente la pinacoteca e il museo civico, conserva una sezione dedicata alla Repubblica Astese.

## Periodo napoleonico

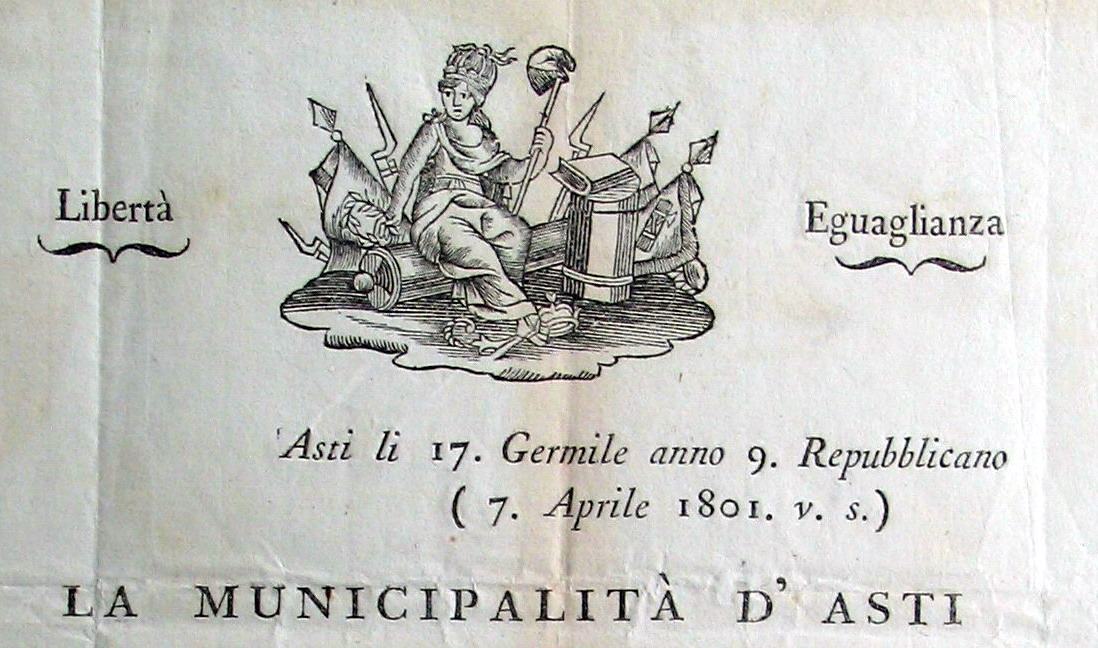
Documento del 1801, frontespizio con i simboli della rivoluzione francese

Il 22 giugno 1800 Napoleone entrò in Torino; Piazza “Carlina” viene battezzata "Place de la Liberté" e venne installata la ghigliottina.
Il Piemonte era uno Stato stremato dalla guerra perduta. Tra agosto e settembre tutto l'astigiano fu sottoposto a dure contribuzioni, con vino, fieno, burro, cavalli, muli, di cui necessitavano le fortezze di Alessandria e Tortona.
In quasi tutti i paesi scoppiarono tumulti ed opposizioni; i fatti più gravi si verificarono a Castell'Alfero, dove la resistenza contadina venne stroncata con uccisioni e reclusioni. 
In tutta la regione i soldati si abbandonarono ad atti di vandalismo, saccheggio e violenza. Questi fatti svilupparono notevolmente fenomeni di brigantaggio nell'intera regione.
Durante il periodo napoleonico Asti divenne capoluogo del Dipartimento del Tanaro.
Anche il palio reca i simboli della rivoluzione francese: sul sendallo vennero dipinti il berretto frigio e l'immagine della "donna della libertà" a seno nudo.

## Ritorno dei Savoia
Nel 1814, dopo la sconfitta di Napoleone, le potenze europee reinsediarono i Savoia. Furono anni di recessione politica ed economica, a causa del crollo dell'esportazione della seta; questo aumentò la povertà del popolo ed i fenomeni di accattonaggio.
Nel maggio del 1817 un'epidemia di tifo petecchiale e di vaiolo falcidiò la città. Nei primi decenni dell'Ottocento, Asti cominciò lentamente a trasformarsi: mentre scompariva l'antica cerchia muraria, si avviò ad una profonda sistemazione urbanistica di cui rimane come segno tangibile la nuova risistemazione di Piazza Alfieri.
Le riforme di Carlo Alberto stimolarono la rinascita della città, con la fondazione di istituzioni culturali, come il Teatro Alfieri, ed economiche, come la Cassa di Risparmio di Asti.
L'abolizione del ghetto favorì l'ascesa della dinamica comunità ebraica locale, che ebbe come personaggio di spicco Isacco Artom, segretario di Camillo Benso conte di Cavour.
Lo sviluppo dell'industrializzazione ebbe come controparte, fin dalla seconda metà dell'Ottocento, la crisi dell'antica economia agricola ed il conseguente nascere di un movimento di emigrazione.
Con il passaggio al XX secolo Asti riottiene nel 1935 il capoluogo provinciale, che aveva perso nel 1853 in favore di Alessandria.

## Seconda guerra mondiale
L'arrivo del secondo conflitto mondiale, nonostante la vastità del territorio agricolo astigiano, portò scarsità di prodotti con conseguente aumento dei prezzi. Inoltre, dopo l'armistizio dell'8 settembre, la città subì dal 17 luglio 1944, 22 incursioni aeree e diversi rastrellamenti nelle campagne astigiane. Nell'ottobre del 1944, per evitare ulteriori imboscate, fu dato ordine ai contadini di mietere tutti i campi di stoppie.
Il 24 aprile 1945 le truppe tedesche ripiegarono su Milano. Il 30 aprile le prime truppe statunitensi entrarono ad Asti.

## Dopoguerra
Dal 1939 al 1951 emerge la preoccupante tendenza della popolazione contadina della provincia ad abbandonare la campagna per la città. 
La FIAT, con il suo sviluppo, portò conseguentemente ad un fiorire di aziende metalmeccaniche anche ad Asti. 
Negli anni cinquanta grazie al potente richiamo dell'industria torinese si verificò un'ondata di immigrazione, che investì non solo Torino, ma anche la vicina Asti.
A spostarsi furono principalmente famiglie provenienti dalle regioni del Triveneto e dal meridione. Alla fine degli anni sessanta, Asti conta 80.000 abitanti, di cui più di 40.000 impiegati nel settore industriale.
Con la crisi del settore automobilistico della fine degli anni settanta - ottanta, i processi di ristrutturazione industriale ridimensionarono l'impiego nelle industrie a favore del terziario. 
La città ha cercato di reinventarsi, investendo principalmente nella sua antica vocazione vitivinicola e gastronomica; negli ultimi decenni c'è stato un controesodo verso i paesi della provincia con un aumento della produzione enologica di qualità. 
Negli ultimi anni la città ed il suo territorio hanno preso coscienza della propria potenzialità enogastronomica sviluppando anche il settore agrituristico.